# Oxycoleus cyaneus
Espèce
Oxycoleus cyaneus est une espèce de coléoptères de la famille des Cerambycidae.